# Лактулоза
Лактулозата е синтетичен, несмилаем въглехидрат използван за лечение на хроничен запек и чернодробна енцефалопатия (чернодробна кома), възникваща при усложнения на чернодробни заболявания. Тя е дизахарид, образуван от монозахаридите фруктоза и галактоза свързани чрез β(1→4) гликозидна връзка. Промишлено се произвежда чрез изомеризация на лактоза; като търговски продукт има жълто-оранжев цвят.

## Обстрикция
Действието при хронична обстрикция, се дължи на метаболитите на лактулозата, които изтеглят вода в червата, предизвикващи очистителен ефект, чрез осмотичнодействие. За разлика от другите лаксативни средства, които се препоръчва да се употребяват за определен период, лактулозата може да се използва ежедневно в продължение на десетилетия. Безвредна е за хората от всички възрасти, с изключение на малката група страдащи от галактозна непоносимост.
Лактулозата се разгражда частично от бактериите в дебелото черво . Това води до повишаване на киселинноста в тракта поради образуването на карбоксилни киселини сред матаболитите, които не се абсорбират в дебелото черво. Това от своя страна води до задържане на вода, което прави изпражненията по-меки и лесни за изхвърляне. Леко киселата среда причинена от карбоксилните киселини активира перисталтиката. Комбинацията от тези ефекти води до много добър резултат при борбата със запека.
Особено полезна е при хора, злоупотребяващи с другите лаксативи, тъй като лактулозата няма токсичен ефект при предозиране.
Особено полезна е за лечението на запичащия ефект на опиатите и опиоидите, при пациенти на наркотични болкоуспокояващи, наркозависими, както и провеждащи заместителна терапия с метадон или бупренорпин.

## Чернодробна енцефалопатия
При лечението на чернодробна енцефалопатия, лактулозата спомага за изхвърлянето на амоняка (NH3) от тялото.
Лактулозата се метаболизита в червата от бактериалната микрофлора до късоверижни мастни киселини, включително млечна и оцетна киселина. Това води до подкисляване на средата (увеличение на H+ концентрация).
Това способства за формирането на неабсорбируем амониев йон NH4+ от NH3, улавяйки NH3 в червата и ефективно намалява плазмените концентрации на NH3.

## Странични ефекти
Най-честите странични ефекти са: коремни крампи, метеоризъм. Прекомерно високите дози може да доведат до неконтролируема диария. По-рядко се срещат гадене и повръщане.
При чувствителни индивиди, като възрастни хора и бъбречно болни, може да доведе до дехидратация и електролитен дисбаланс.